# Communauté de communes du Centre-Mauges
La communauté de communes du Centre Mauges est une ancienne communauté de communes française située dans le département de Maine-et-Loire et la région Pays de la Loire.
Le 15 décembre 2015, les 10 communes de l'intercommunalité ont fusionné et ses compétences sont transférées à la commune nouvelle de Beaupréau-en-Mauges.
Elle se situait dans la région des Mauges et faisait partie du syndicat mixte pays des Mauges.

## Composition
La communauté de communes du Centre Mauges regroupait dix communes, :
| Nom                      | Code Insee | Gentilé           | Superficie (km2) | Population (dernière pop. légale) | Densité (hab./km2) |
| ------------------------ | ---------- | ----------------- | ---------------- | --------------------------------- | ------------------ |
| Andrezé (siège)          | 49006      | Andrezéens        | 21,20            | 1 859 (2013)                      | 88                 |
| Beaupréau                | 49023      | Bellopratains     | 35,79            | 6 909 (2013)                      | 193                |
| La Chapelle-du-Genêt     | 49072      | Capello-Genestois | 9,10             | 1 216 (2013)                      | 134                |
| Gesté                    | 49151      | Gestois           | 35,55            | 2 676 (2013)                      | 75                 |
| Jallais                  | 49162      | Jallaisiens       | 52,81            | 3 277 (2013)                      | 62                 |
| La Jubaudière            | 49165      | Jubaudois         | 10,90            | 1 225 (2013)                      | 112                |
| Le Pin-en-Mauges         | 49239      | Pinois            | 16,88            | 1 364 (2013)                      | 81                 |
| La Poitevinière          | 49243      | Pictavinériens    | 26,73            | 1 074 (2013)                      | 40                 |
| Saint-Philbert-en-Mauges | 49312      | Philbertains      | 7,25             | 383 (2013)                        | 53                 |
| Villedieu-la-Blouère     | 49375      | Théopolitains     | 14,24            | 2 502 (2013)                      | 176                |

## Historique
En 1970, création du syndicat intercommunal à vocations multiples (SIVOM) du Canton de Beaupréau. Ce Syndicat est un des premiers regroupements intercommunaux français ; il permet l’apport d’un cadre institutionnel aux rencontres récurrentes des maires du Canton depuis les années 1960. L’objectif est alors clairement défini : mutualiser les moyens afin de s’entraider et de réaliser des projets d’investissement important.
En 1994, création de la communauté de communes du Centre Mauges qui comptait alors 12 communes, soit le canton de Beaupréau.
En 2001, institution de la taxe professionnelle unique (TPU) applicable à compter du 1er janvier 2001 et retrait de la commune du May-sur-Èvre, qui rejoint la communauté d’agglomération du Choletais.
En 2005, elle ajoute à ses compétences le contrôle des systèmes d’assainissement collectif. Elle modifie à nouveau ses prérogatives en 2010, en y ajoutant la participation aux actions d'aménagement du réseau hydrographique et des milieux humides, puis complète à nouveau ses compétences en 2012.
En 2014, un projet de fusion de l'ensemble des communes de l'intercommunalité se dessine. L'intercommunalité compte alors onze communes sur une superficie de 245,07 km2.
En mars 2015, la préfecture autorise la commune de Bégrolles-en-Mauges à sortir de la communauté de communes du Centre-Mauges pour rejoindre la communauté d'agglomération du Choletais. La sortie de Bégrolles de l'intercommunalité du Centre-Mauges est effective au 1er juillet 2015, et l'intégration à l'intercommunalité de Cholet est quant à elle repoussée au 1er janvier 2016.
Le 2 juillet 2015, les conseils municipaux de l'ensemble des communes du territoire communautaire votent la création d'une commune nouvelle au 15 décembre 2015, sous le nom de « Beaupréau-en-Mauges ».

## Administration

### Compétences
La communauté de communes du Centre-Mauges a pour objet d'associer ses communes membres dans quatre domaines :
- aménager le territoire communautaire et développer la qualité de vie,
- développer l'attractivité économique et touristique du territoire,
- développer le soutien aux publics,
- favoriser l'épanouissement de la population.

Depuis 2013, les services techniques de l'ensemble des communes membres sont mutualisés et ont comme employeur unique la communauté de communes. De plus, entre 2013 et 2015, les compétences Systèmes d'information et télécommunications, qui comprend le développement des réseaux numériques, sont devenues communautaires. Ces nouvelles compétences forme le cinquième axe de développement de la communauté de communes.

### Présidence
Le siège de la communauté de communes est fixé à Andrezé. Depuis la fin du printemps 2015 le nouveau siège de la communauté de communes, situé sur le site de La Loge à Beaupréau, est en construction. Son achèvement n'étant pas prévu avant la création de la commune nouvelle de Beaupréau-en-Mauges, il ne sera dans les faits jamais le siège de l'intercommunalité puisque celle-ci disparaîtra en même temps que la création de la commune nouvelle. Ce bâtiment sera finalement le siège de Beaupréau-en-Mauges.
| Période | Période          | Identité         | Étiquette | Qualité                          |
| ------- | ---------------- | ---------------- | --------- | -------------------------------- |
| 1994    | 2001             | Jean Moreau      | RPR       | Maire de Beaupréau (1983 → 2001) |
| 2001    | 2008             | Michel Baron     | DVD       | Maire de Gesté (1995 → 2008)     |
| 2008    | 14 décembre 2015 | Gérard Chevalier | DVD       | Maire de Beaupréau (2008 → 2015) |

### Jumelages et partenariats
La communauté de communes est jumelée avec :
- Abergavenny (Royaume-Uni),
- Münsingen (Allemagne),

et un partenariat né du 20e anniversaire de la collaboration franco-roumaine dans les Mauges (2008) avec
- Posești (Roumanie).

## Population

### Démographie
| 1994 | 1997 | 2000 | 2003 | 2006   | 2009   | 2012   |
| ---- | ---- | ---- | ---- | ------ | ------ | ------ |
| -    | -    | -    | -    | 23 767 | 23 634 | 22 385 |

### Logement
On comptait en 2009, sur le territoire de la communauté de communes, 9 821 logements, pour un total sur le département de 360 144. 94 % étaient des résidences principales, et 74 % des ménages en étaient propriétaires.

### Revenus
En 2010, le revenu fiscal médian par ménage sur la communauté de communes était de 16 889 €, pour une moyenne sur le département de 17 632 €.

## Économie
Sur 1 797 établissements présents sur l'intercommunalité à fin 2010, 27 % relevaient du secteur de l'agriculture (pour 17 % sur l'ensemble du département), 8 % relevaient du secteur de l'industrie, 11 % du secteur de la construction, 41 % du secteur du commerce et des services (pour 53 % sur le département) et 13 % de celui de l'administration et de la santé.